# Mikoyan-Gurevich I-7
Mikoyan-Gurevich I-7U là một mẫu máy bay chiến đấu thử nghiệm của Liên Xô được phát triển dựa trên mẫu I-370, nó sử dụng động cơ Lyulka AL-7F thay vì dùng động cơ Klimov.

## Lịch sử
Trước sự từ bở mẫu máy bay I-3 (I-380) mà không có chuyến bay thử nghiệm, do không phong thiết kế động cơ Klimov không có đủ khả năng phát triển động cơ Vk-3 cho I-3 như dự định, một mẫu tiên tiến hơn được hoàn thành thay thế cho I-3 là I-3U (I-410). Giống với I-3 nó cũng có dự định lắp động cơ VK-3, bởi vậy nó cũng không có động cơ, I-3U (cũng còn được gọi với tên I-5) là một phần của hệ thống đánh chặn trên không tự động Uragan (Hurricane). Vào mùa hè năm 1956, phòng thiết kế MiG do không có động cơ Klimov, đã thiết kế một mẫu máy bay sử dụng động cơ phản lực Lyulka AL-7F lực đẩy 6.240 kg và 9.220 kg với nhiên liệu phụ trội. Trong hình dạng mới, máy bay được mang tên I-7U, nó bay lần đầu tiên vào 22 tháng 4-1957. Nó vẫn sử dụng loại cánh cụp từ I-3U, I-7U mang 2 pháo Nudelman-Rikhter NR-30 30 mm trên cánh và 4 giá treo mang tên lửa, có thể mang 16 quả ARS-57M 57 mm. Vào 21 tháng 6-1957, mẫu duy nhất I-7U đã bị tại nạn khi bánh mạn phải bị gãy, lúc này nó đang bay lần thứ 13. Sau khi sửa chữa, chương trình thử nghiệm đã được khôi phục nhưng chỉ thực hiện thêm 6 chuyến bay, sau đó dừng lại vào 24 tháng 1-1958. I-7U được thay động cơ loại AL-7F-1, rồi trở thành mẫu I-75.

## Thông số kỹ thuật

### Đặc điểm riêng
- Phi đoàn: 1
- Chiều dài: 16.92 m
- Sải cánh: 9.98 m
- Chiều cao: N/A
- Diện tích cánh: 31.90 m²
- Trọng lượng rỗng: 7.952 kg
- Trọng lượng cất cánh: 11.540 kg
- Động cơ: 1x động cơ phản lực Lyulka AL-7F lực đẩy 6.240 kg và 9.220 kg với nhiên liệu phụ trội

### Hiệu suất bay
- Vận tốc cực đại: 2.300 km/h
- Tầm bay: 1.505 km
- Trần bay: N/A

### Vũ khí
- 2x pháo Nudelman-Rikhter NR-30 30 mm
- 4 giá treo mang tên lửa, mang 16 quả ARS-57M 57 mm

## Nội dung liên quan
MiG Ye-50 - MiG I-7U - MiG SM-12 - MiG I-75 - MiG Ye-152A - MiG Ye-166